# Norwegische Seemannskirche in Hamburg

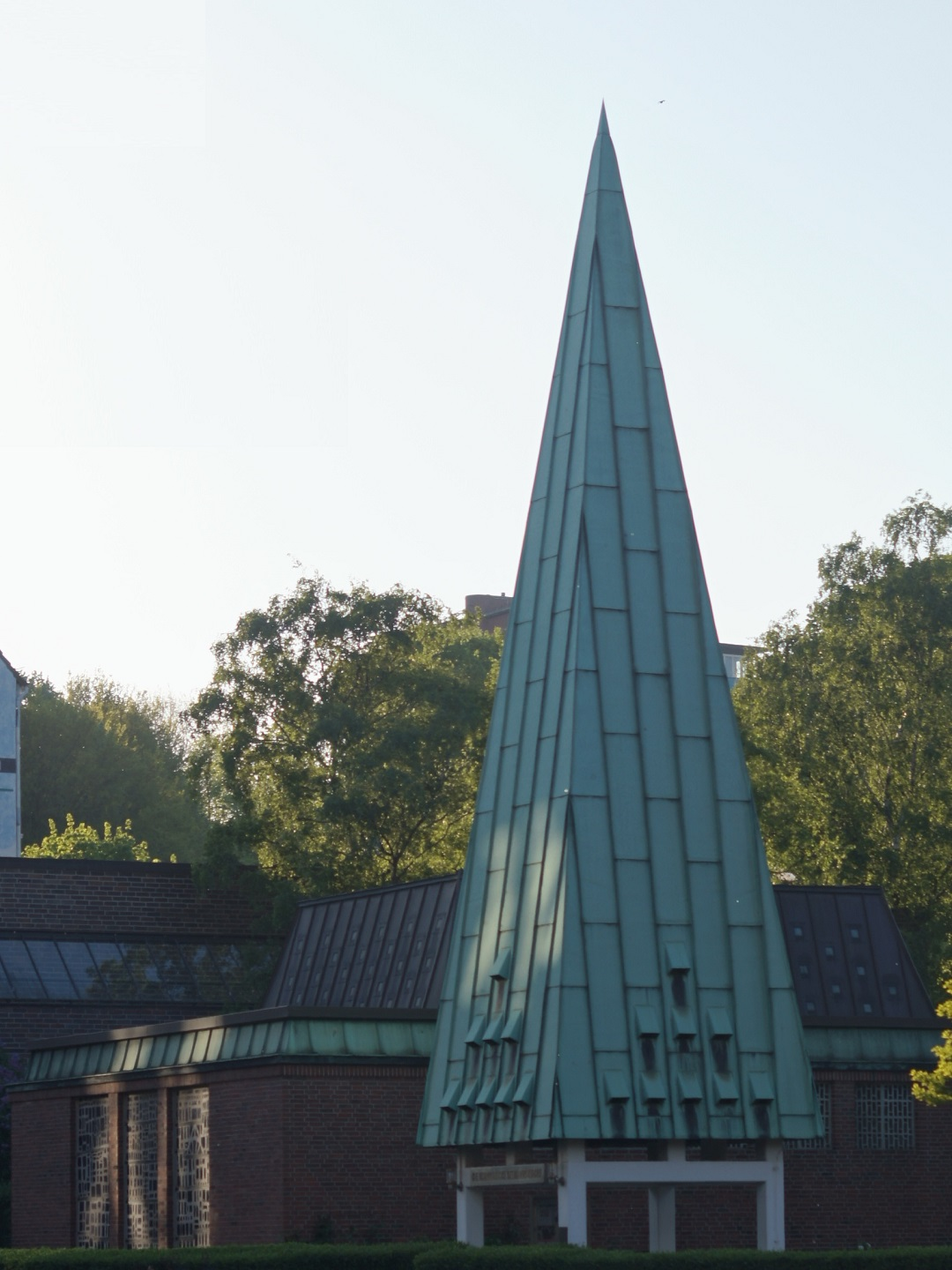
Kirchengebäude und Glockenturm

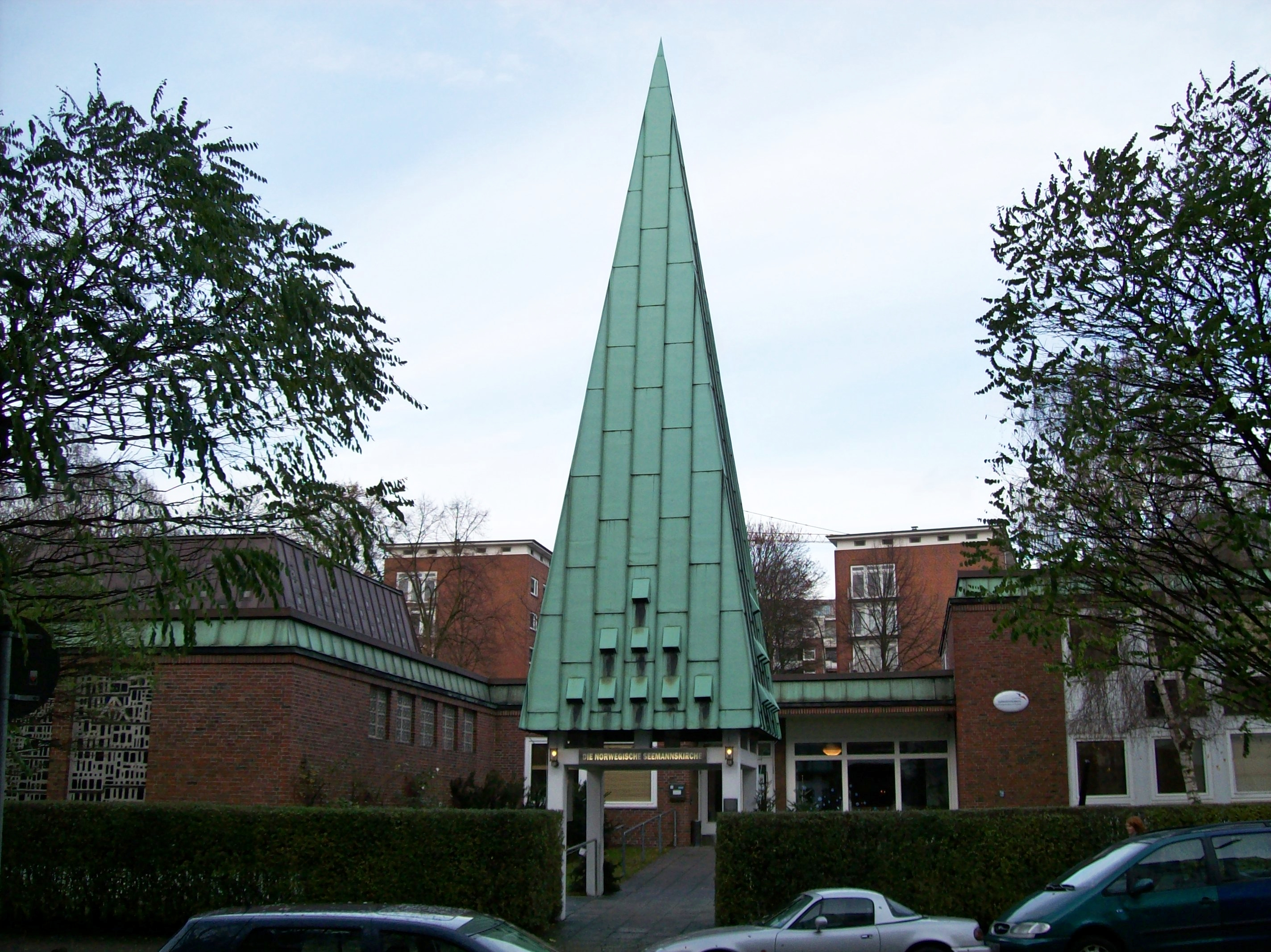
Kirche, Glockenturm und Gemeindehaus (rechts)

Die Norwegische Seemannskirche (norwegisch Sjømannskirken i Hamburg) ist eine evangelisch-lutherische Seemannskirche in Hamburg. Sie gehört mit 27 anderen Seemannskirchen über die Sjømannskirken – Norsk kirke i utlandet (Seemannskirche – Norwegische Kirche im Ausland) zum Bistum Bjørgvin in Bergen. Die Bauwerke in Hamburg sind als Kulturdenkmal geschützt.

## Lage
Kirche und Gemeindehaus befinden sich am Anfang der Ditmar-Koel-Straße im Stadtteil Neustadt (Portugiesenviertel) zwischen der dänischen und der finnischen Seemannskirche im Westen. Am westlichen Ende der Straße liegt das Gebäude der Schwedischen Seemannskirche (Gustaf Adolfskyrkan).

## Geschichte
Die Norwegische Seemannskirche (Sjømannskirken) war eine 1864 gegründete Freiwilligenorganisation für Norweger im Ausland, die heute mit der Norwegischen Kirche verbunden ist. Sie wurde am 31. August 1864 in Bergen gegründet. Die erste Seemannsmission wurde im Herbst 1865 in Leith, Schottland eröffnet. In Hamburg wurden zuerst 1907 Räume für kirchliche Seelsorge angemietet.
Die erste Seemannskirche wurde 1936 errichtet und am ersten Advent des Jahres eingesegnet. Sie wurde am 30. März 1945 durch Sprengbomben vollkommen zerstört. Der Kirchendiener Oskar M. Olsen kam im Keller ums Leben. Nur die Glocke der Kirche blieb unversehrt.
Nach der Besetzung Norwegens wurden norwegische Parteifunktionäre, Widerstandskämpfer und Studenten verhaftet und zum Teil nach Deutschland verschleppt und dort in Haftanstalten eingewiesen. In Hamburg betreuten der Seemannspastor Arne Berge und Hilfspastor Conrad Vogt-Svendsen dänische und mehr als 400 norwegische Strafgefangene in deutschen Strafvollzugsanstalten und Lagern. Durch ihre Vermittlung konnten im April 1945 735 Gefangene mit der Rettungsaktion der „Weißen Busse“ des Schwedischen Roten Kreuzes in ihre Heimat zurückkehren.
Der Neubau der Kirche wurde im April 1959 eingeweiht. Er wurde unter der Nummer 29299 in die Hamburger Denkmalliste eingetragen. Architekt war Harald Bjerke Hille. Die Zahl der norwegischen Seemannskirchen im Ausland ist auf 28 gesunken. (Stand: Mai 2019) Eine weitere Seemannskirche des Landes befindet sich in der Wartenburgstraße in Berlin-Kreuzberg (Christus-Kirche).

## Beschreibung
Die Kirche ist ein rechteckiger Backsteinbau mit in Beton gefassten Glasfenstern. Das Dach ist in Kupfer eingedeckt. An das Bauwerk schließen sich der Eingangstrakt und das Gemeindehaus an. Der freistehende, spitze Glockenturm ist ebenfalls kupfergedeckt und erhebt sich straßenseitig über dem Zugang. Im unteren Bereich hat er an jeder Seite neun Schallöffnungen.
Im Turm hängt die Glocke des Vorgängerbaus von 1936. Sie wurde von einer in Hamburg lebenden norwegischen Familie gespendet und trägt die Inschrift: Der Meister ist hier und ruft Dich.